# 富山県道183号大沢野大山線
富山県道183号大沢野大山線（とやまけんどう183ごう おおさわのおおやません）は富山県富山市内を通る一般県道である。

## 概要

### 路線データ
- 起点：富山県富山市西塩野（富山県道69号富山笹津線交点）
- 終点：富山県富山市田畠七十苅割（富山県道43号富山上滝立山線交点）
- 実延長：8,948m

## 沿革
- 1995年（平成7年）4月1日 - 認定[1]

## 地理

### 通過する自治体
- 富山県富山市

### 接続する道路
- 富山県道69号富山笹津線（起点：富山市西塩野）
- 国道41号（越中東街道）（上二杉交差点 - 上大久保六区西交差点で重複）
- 富山県道318号笹津安養寺線（上大久保六区東交差点）
- 富山県道65号富山大沢野線・富山県道188号東猪谷富山線（富山市二松地内で重複）
- 富山県道187号荒屋敷月岡町線（富山市東福沢）
- 富山県道67号宇奈月大沢野線（富山市東福沢 - 富山市上布目で重複）
- 富山県道35号立山山田線（富山市上布目 - 中大浦交差点で重複）
- 富山県道43号富山上滝立山線（終点：富山市田畠七十苅割）

### 周辺
- 富山地方鉄道上滝線 大庄駅
- 富山県警察 富山南警察署
- 富山国際大学
- 富山県立中央農業高等学校
- 片山学園中学校・高等学校
- 富山市立大沢野中学校
- 富山市立大久保小学校
- 富山市立福沢小学校
- 富山市立大庄小学校
- 大沢野郵便局
- 福沢郵便局
- クスリのアオキ 大沢野店
- グリーンバレー大沢野（ショッピングセンター）
  - バロー 大沢野店
  - ドラッグフジムラ グリーンバレー店
- キャロット1（ショッピングセンター）
  - 大阪屋ショップ キョーエイキャロット1店
  - コメリハードアンドグリーン 大沢野店
- 富山市大沢野総合運動公園
  - 富山市大沢野総合運動公園野球場
- 富山カントリークラブ
- 大山カメリアカントリークラブ

## その他
- 路線名の「大沢野」・「大山」は、いずれも旧自治体名（富山県上新川郡大沢野町、同郡大山町）に由来する。